# Heinrich von Pomesanien
Heinrich († 1303 in Marienwerder) war Priester des Deutschen Ordens und Bischof von Pomesanien.

## Leben
Der Priester des Deutschen Ordens war Dr. decr. und möglicherweise mit jenem Deutschordenspriester Heinrich „de spinis“ identisch, den Papst Clemens IV. 1265 mit der Kreuzzugspredigt für die Kämpfe des Ordens in Livland, Kurland und Preußen beauftragte. 1269/70 befand er sich an der Seite des Landkomturs des Ordens von Böhmen und Mähren und war selbst 1282 Komtur des Deutschordenshauses Troppau. Seit 1283 ist er als Vertrauter des preußischen Landmeisters Konrad d. J. von Thierberg (1283–1288) bezeugt, auf dessen Betreiben ihn wohl das pomesanische Domkapitel nach dem Tod Bischof Alberts (Mitte 1286) zum Bischof wählte. Die Bestätigung durch den Rigaer Erzbischof Johann von Vechta erfolgte am 31. Dezember 1286, die Konsekration durch Bischof Werner von Kulm spätestens im Februar 1287. Auch nach seiner Inbesitznahme des Bistums trat der 1277/78 gegen den abwesenden Albert bestellte Heinrich weiter als Bischof auf. Im März 1287 nahm er mit anderen Bischöfen aus Deutschland, Westpommern, dem Preußenland und Livland an einer Synode in Würzburg teil, wo er zusammen mit jenen verschiedene Ablässe gewährte.
Im Juni 1287 war er wieder in seinem Bistum, wo er eine Bulle von Papst Innozenz IV. (1250) für die Zisterzienserabtei Oliva dahingehend ergänzte, dass es verboten sein sollte, das Kloster vor Gerichte zu zitieren, die weiter als zwei Tagesreisen entfernt lagen. Für eine Tätigkeit außerhalb seines Bistums fehlt es an Belegen. Er erscheint dort nur als Zeuge oder in Urkunden, die andere ausstellten. So 1288 in Braunsberg (Braniewo) bei einem Streit zwischen dem ermländischen Bischof Heinrich Fleming und seinem Kapitel, 1299 bei Grenzstreitigkeiten zwischen der Abtei Oliva und der Stadt Danzig, 1300 mit dem Propst seines Kapitels und späteren Bischof Christian bei der Resignation der Herren des Dorfes Subkowo zugunsten des Bischofs von Leslau (Włocławek) Wieslaw (1284–1300) und 1302 bei der Bestätigung einer Urkunde des samländischen Bischofs Siegfried von Regenstein betreffend die Ausstattung der Domkirche St. Albert zu Königsberg.
1294 legte er mit dem Preußischen Landmeister Meinhard von Querfurt (1288–1299) die Grenze zwischen dem Stiftsgebiet und dem Ordensanteil der Diözese neu fest. Innerhalb seines eigenen Territoriums verlieh er eine Reihe von Landgütern an neue Besitzer. Im Gebiet von Riesenburg erfolgten einige Neuansiedlungen. Auch die noch wenig besiedelte Weichselniederung suchten Heinrich und sein Kapitel auszubauen. Sein Grab fand er vermutlich in der Pfarrkirche zu Marienwerder.